# Txarpa (manzana)
Txarpa es el nombre de una variedad cultivar de manzano (Malus domestica) Está cultivada en la colección del Banco de Germoplasma del manzano de la Universidad Pública de Navarra con el N.º BGM027, ejemplares procedentes de esquejes localizados en Bera localidad en la comarca de Cinco Villas, en la Merindad de Pamplona Navarra.

## Sinónimos
- "Manzana Charpa",[7][8]
- "Txarpa Sagarra".[9][10]

## Características
El manzano de la variedad 'Txarpa' tiene un vigor alto. El árbol tiene tamaño medio y porte semi erecto, con tendencia a ramificar muy alta, con hábitos de fructificación en ramos largos; ramos con pubescencia fuerte; presencia de lenticelas numerosas; grosor de los ramos medio; longitud de los entrenudos corta.
Las flores son de un tamaño medio; con la disposición de los pétalos libres; color de la flor cerrada púrpura, y el color de la flor abierta 
blanco; Época de floración media, con una duración de la floración media. Incompatibilidad de alelos S2 S3.
Las hojas tienen una longitud del limbo de tamaño medio, con color verde, pubescencia presente, con la superficie poco brillante. Forma del limbo es biojival, forma del ápice achatado, forma de los dientes ondulados, y la forma de la base del limbo redondeado. Plegamiento del limbo plegado, con porte erguido; estípulas filiformes; longitud del pecíolo medio.
La variedad de manzana 'Txarpa' tiene un fruto de tamaño pequeño, de forma globosa cónica ancha; con color de fondo verde amarillento, con importancia del   sobre color ausente, y una sensibilidad al "russeting" (pardeamiento áspero superficial que presentan algunas variedades) débil; con una elevación del pedúnculo sobresale poco, grosor de pedúnculo fino, longitud del pedúnculo media, anchura de la cavidad peduncular media, profundidad cavidad pedúncular media, importancia del "russeting" en cavidad peduncular media; anchura de la cavidad calicina media, profundidad de la cavidad calicina media, importancia del "russeting" en cavidad calicina débil; apertura de los lóbulos carpelares abiertos; apertura del ojo abierto; color de la carne crema; acidez débil, azúcar bajo, y firmeza de la carne media.
Época de maduración y recolección tardía. Se usa como manzana de elaboración de sidra, y como variedad de manzana de reserva genética.

## Susceptibilidades
- Oidio: ataque fuerte
- Moteado: ataque débil
- Fuego bacteriano: ataque medio
- Carpocapsa: ataque medio
- Pulgón verde: ataque medio
- Araña roja: ataque débil.[4][13]